# Nemesia zimbabwensis
Nemesia zimbabwensis är en flenörtsväxtart som beskrevs av Alfred Barton Rendle. Nemesia zimbabwensis ingår i släktet nemesior, och familjen flenörtsväxter. Inga underarter finns listade i Catalogue of Life.